# Heteroteuthis dagamensis
Heteroteuthis dagamensis is een dwerginktvis die voorkomt in het zuidoosten van de Atlantische Oceaan en het zuidwesten van de Indische Oceaan. namelijk het westen, zuiden en zuidoosten van Afrika.
Het soorttype is gevonden aan Zuid-Afrika en is in het bezit van The Natural History Museum in Londen.